# كارلوس بالومينو
كارلوس بالومينو (بالإسبانية: Carlos Palomino)‏ مواليد 10 أغسطس 1949 في ولاية سونورا، المكسيك، هو ملاكم مكسيكي سابق صنّف ضمن فئة الوزن المتوسط. حقق بطولة المجلس العالمي للملاكمة.

## إحصائيات
خاض خلال مسيرته 38 نزالا، فاز في 31 وتعادل في 3 وخسر في 4. فاز بالضربة القاضية في 19 نزالا.

## روابط خارجية
- كارلوس بالومينو على موقع IMDb (الإنجليزية)
- كارلوس بالومينو على موقع قاعدة بيانات الفيلم (الإنجليزية)
- كارلوس بالومينو على موقع بوكس ريك (الإنجليزية) (registration required)